# Boom Beach
 (novembre 2015).
Si vous disposez d'ouvrages ou d'articles de référence ou si vous connaissez des sites web de qualité traitant du thème abordé ici, merci de compléter l'article en donnant les références utiles à sa vérifiabilité et en les liant à la section « Notes et références ».
Boom Beach est un jeu de stratégie en modèle free to play (free to pay) développé par Supercell sur iOS et Android. Il est lancé officiellement le 26 mars 2014,.

## Système de jeu
Le but du jeu est d'avoir la meilleure île au sein d'un archipel et de la défendre contre des adversaires.
La construction et l'amélioration des bâtiments nécessitent des ressources qu'il faut collecter. Ces ressources sont de l'or, du bois ainsi que des pierres, du fer que l'on débloque au fil du jeu. Elles peuvent être produites sur sa propre île, sur des îles de ressource voisines de l'archipel, ou encore pillées sur des bases adverses.
Il est également possible d'obtenir des pierres de puissances (qui permettent de construire des statues) en fonction des caractéristiques des îles : classiques (pierres de vie), volcaniques (pierres de magma), enneigées (pierres de glace) et celles du Docteur T (pierres obscures). Ces pierres permettent d'ériger des statues améliorant les dégâts et santé des troupes, les dégâts et santé des bâtiments, la collecte de ressources, l'énergie déployée lors des attaques, etc. Il existe plusieurs types de statues : les idoles, les gardiens et les chefs-d'œuvre. Un seul chef-d'œuvre de chaque catégorie peut être déployé sur son île et le maximum de statues déployées est de 12.      
Des coffres peuvent apparaître sur la carte. Ils contiennent des diamants offrant la possibilité de terminer la construction de bâtiments, la formation des troupes plus rapidement, la transformation de pierres de puissance, etc. Chaque coffre contient plusieurs diamants. Il y a aussi des coffres de matériel, accessibles après avoir obtenu 5 médailles que l'on gagne en réussissant des attaques : une base de joueur ennemi (pvp) fait gagner 2 médailles, une base de la Garde Noire (pve) fait gagner 1 médaille. Lorsqu'un nouvel ennemi apparaît sur la map, le joueur perd 1 médaille (peu importe le type d'ennemi, pvp ou pve).
La carte devient de plus en plus grande au fur et à mesure de la progression dans le jeu. Pour étendre la carte, il faut construire et par la suite améliorer le radar pour explorer la carte en utilisant l'or accumulé. Certaines îles peuvent être capturées par des ennemis qu'il est ensuite possible d'attaquer. Ces îles peuvent être la propriété d'une IA (intelligence artificielle) soit pve, ou d'un joueur physique soit pvp. Les îles de ressources capturées rapportent du bois, de la pierre et du métal tandis que les îles libérées rapportent de l’or.
Les attaques se font avec differentes troupes, ayant chacune leurs caractéristiques: manière de se déplacer, puissance, arme, nombre possible par barge, etc (Zooka, Gros Bras, Guerriers, Tanks, Médecins, Carbo, etc.). Ces troupes sont aidées par un héros qui les accompagnent pendant le combat et qui possède des capacités spéciales. Il faudra choisir entre 4 héros, ayant chacun 3 compétences qui leur sont propres : Sergent Brick, Dr Kavan, Capitaine Everspark et Soldat Bullit. 

## Accueil
- IGN : 7/10[4]
- Pocket Gamer : 8/10[5]
- TouchArcade : 3,5/5[6]